# Jiarong jezik
Jiarong jezik (ISO 639-3: jya; chiarong, gyarong, gyarung, jarong, jyarung, rgyarong), sinotibetski jezik iz Kine, kojim govori oko 83 000 ljudi (1999 H. Sun) od oko 152 000 etničkih Jiaronga u Sichuanu, od toga 139 000 situ ili istočni jiarong i 12 197 chabao i sidaba (Lin 1993).
Jiarongi se etnički klasificiraju u Tibetance. Jezik im pripada skupini tangut-qiang i podskupini rGyarong, tibetsko-burmanski jezici. Oko 56 000 također govori mandarinski kineski [cmn], 

## Vanjske poveznice
- Ethnologue (14th)
- Ethnologue (15th)